# Lhotka (okres Benešov)
Lhotka (Duits: Lhotka of Lhotka bei Kretschowitz) is een Tsjechische plaats in de gemeente Křečovice, regio Midden-Bohemen, en maakt deel uit van het district Benešov. Het dorp ligt op 2,5 kilometer afstand van Křečovice.
Lhotka telt 2 inwoners (2021).

## Geschiedenis
De eerste schriftelijke vermelding van het dorp dateert van 1383.
In 1960 werd Lhotka, samen met Křečovice, ingedeeld bij het district Benešov.

## Verkeer en vervoer

### Autowegen
Er leidt een regionale weg naar het dorp.

### Spoorlijnen
Er is geen station in Lhotka. Het dichtstbijzijnde station is in Štětkovice, op zo'n zeventien kilometer afstand. Dat station ligt aan de spoorlijn van Benešov naar Vlašim.

### Buslijnen
Er is één bushalte in het dorp:
| Halte                       | Lijn | Traject              | Vervoerder   |
| --------------------------- | ---- | -------------------- | ------------ |
| Křečovice, Lhotka, U Švarců | 756  | Křečovice - Neveklov | CŠAD Benešov |